# Бучини
Бучини (пол. Buczyny, нім. Buckoka, 1937-1945: Buchenberge) — село в Польщі, у гміні Тшебель Жарського повіту Любуського воєводства.
Населення — 84 особи (2011).
У 1975-1998 роках село належало до Зеленогурського воєводства.

## Демографія
Демографічна структура станом на 31 березня 2011 року:
|          | Загалом | Допрацездатний вік | Працездатний вік | Постпрацездатний вік |
| -------- | ------- | ------------------ | ---------------- | -------------------- |
| Чоловіки | 40      | 8                  | 26               | 6                    |
| Жінки    | 44      | 8                  | 25               | 11                   |
| Разом    | 84      | 16                 | 51               | 17                   |